# Good Job! (ゲーム)
『Good Job!』（グッジョブ）は、オランダのインディーゲームスタジオPaladin Studiosが開発し任天堂より2020年3月26日に発売されたNintendo Switch用アクションパズルゲーム。

## 概要
プレイヤーはとある巨大企業の新入社員となり、社内の各部署で様々な業務をこなしていく。業務達成の手段は一通りに決まっているわけではなく、部屋内のギミックや道具も駆使しながらプレイヤーの任意の判断で進めることになる。例えば、プロジェクターを特定の部屋に持っていくという業務では、部屋同士をつなぐドアを通じて丁寧に運ぶ方法もあるが、部屋内のケーブルをスリングショットのように用いてプロジェクターを跳ね飛ばし壁を粉砕して新たな経路を作り出すこともできる。
本作の情報は任天堂が2020年3月26日に配信したWeb番組「Nintendo Direct mini 2020.3.26」の中で初めて発表され、同日に発売された。

## システム
本作は1人プレイだけではなく2人協力プレイも可能で、プレイ中の任意のタイミングで切り替えることができる。
舞台となる企業の建物は最下層の受付と9つのフロアがあり、各フロアは、8階と9階を除き通常の3部屋とそれらのクリア後に開錠される大部屋で構成されている（8階は通常の3部屋、9階は大部屋のみ）。フロア内の部屋をすべてクリアすることで上の階へ行けるようになる。各部屋内には、プレイヤーの見た目を変化させる着せ替えアイテムが各所に配置されている。
部屋のクリア後には、クリア時間の短さ、破損物品の総額の少なさ、破損物品の個数の少なさについてS・A・B・C・Dの5段階で評価される。一度クリアした部屋を再度プレイする際には、別の部屋で用いたアイテムを持ち込むことができる。

## 開発
本作のアイデアは、Paladin StudiosメンバーのRoy Theunissenによるオフィスを舞台にしたゲームのコンセプトがもとになっている。このアイデアには、オフィス環境の厳格なルールに反していたずらをしたいと感じている人が多いのではないかという考えや、自分たちの幼少の子供やコントローラに不慣れな両親たちとプレイできるゲームを作りたかったため親しみやすいオフィス環境が適しているという判断が反映されている。
任天堂は以前からPaladin Studiosと一緒に仕事をする機会を窺っており、2017年に任天堂のチームがPaladin Studiosを訪れて話し合いが行われた。この中で任天堂は実験的なゲームのアイデアに取り組むことを依頼し、Paladin Studiosは実験プロジェクトを経て本作の原型を制作した。その後両社で協議を重ねた結果、この原型を磨いて製品化することで合意し本格的なゲーム開発が開始された。
本作のグラフィックはミニマルアートの方向性で描写されている。開発当初は全て白黒で描かれキャラクターは棒人間だったが、ディレクターを務める任天堂の竹本聖隆がそのシンプルさを気に入り、困難な要求であると感じつつもシンプルながら地味にならないようにすることを依頼した。開発チームは、オフィスの雰囲気を活気に満ちたものにする必要があると考えて配色をカラフルにし、キャラクターを警告や道路標識のキャラクターのようにデザインしてオフィスでいたずらをするという作風に結び付けた。